# Fridolin Tschudi
Fridolin Tschudi (* 11. Juni 1912 in Zürich; † 5. Januar 1966 in Klosters/Kanton Graubünden) war ein Schweizer Schriftsteller.

## Leben
Fridolin Tschudi war nach dem Studium der Rechts- und Staatswissenschaft als freier Journalist tätig. Daneben verfasste er humoristische, gelegentlich gemässigt kritische Gedichte in konventioneller Reimform. Am bekanntesten wurde er durch die Gedichte, die von 1944 bis 1966 auf der Titelseite der Zeitung Die Weltwoche erschienen. Ausserdem schrieb er Texte für deutsche und Schweizer Kabaretts.
Grössere Bekanntheit erlangten auch seine Versformen zu der Comic-Serie Ringgi und Zofi von Illustrator Hugo Laubi, für die er die Bände 1 bis 18 mit seinen Versen versah. Er fand auf dem Friedhof Fluntern seine letzte Ruhestätte. Seine Grabstätte wurde aufgehoben.

## Werke
- Der Suchende, Zürich 1944
- Tic-Tac. Operette (zusammen mit Fritz Schulz). Zürich u. a. 1947. Musik: Paul Burkhard. UA 1944 Zürich
- Das kleine Märchentheater, Luzern 1949
- Heissgeliebte Karoline, Zürich 1955
- Sie liebt mich, sie liebt mich nicht …, Zürich 1955
- Guter Mond …, Zürich 1957
- Die Pariserin. Musikalische Komödie nach dem Schauspiel von Henry Becque; zusammen mit N. O. Scarpi, Musik: Paul Burkhard. UA 1957 Zürich[1]
- Handbuch der Heiterkeit, Zürich 1958
- Lächle lieber statt zu lachen, Zürich 1960
- Die Bergbahn, Basel 1962 (zusammen mit Moritz Kennel)
- Lyrisches Leierkästchen, Zürich 1962
- Dir zuliebe, Zürich 1964
- Vom genüsslichen Lesen, Offenbach am Main 1964
- Die fünfzehn Fabeln, Zürich 1965
- Ausgewählte Verse, Zürich 1966
- Statt Blumen, Zürich 1967
- Wolkenlatein, Zürich 1968
- Sieben sanfte Turteltauben, Zürich 1969
- Medizin des Lächelns, Zürich 1976
- Es lebe das Leben, Stäfa 1985
- Zürich 2000, Stäfa, Schweiz 1986
- Unsere Tiere, Stäfa 1988
- Froh sein, dass wir leben dürfen, Stäfa 1989
- Lächle lieber statt zu lachen, Stäfa 2003

### Übersetzungen
- Edward Gorey: Der zweifelhafte Gast, Zürich 1961
- Ron Spillman: Kätzchen klein …, Rüschlikon-Zürich 1962
- Ron Spillman: Kätzchen sind Schätzchen, Rüschlikon-Zürich 1964
- Ron Spillman: Katzensprünge, Rüschlikon-Zürich 1965